# Archi (Spirituose)
Archi (mongolisch архи), oft auch als arkhi geschrieben, ist ein mongolischer Milchschnaps, der vor allem aus Yakmilch hergestellt wird. Vorprodukt des Archi sind verschiedene, durch Hefegärung leicht alkoholische Milchgetränke wie etwa Choormog.
Die Herstellung von Archi ist aufwändig. Wird er aus Choormog gewonnen, dann beginnt die Herstellung mit der Herstellung eines Joghurts, entweder aus der rohen Yakmilch oder aus der Magermilch, die bei der Örömherstellung anfällt. Diesem Joghurt, der Tarag genannt wird, wird Hefe hinzugesetzt, anschließend wird er über mehrere Tage bei nicht zu kühler Temperatur ruhen gelassen. Der fertige Choormog enthält 20 bis 25 Gramm Milchsäure pro Liter und bis zu 2,5 % Alkohol. Daraus wird durch geschlossene oder offene Destillation der Archi gewonnen.

## Belege